# Vlad Batrîncea

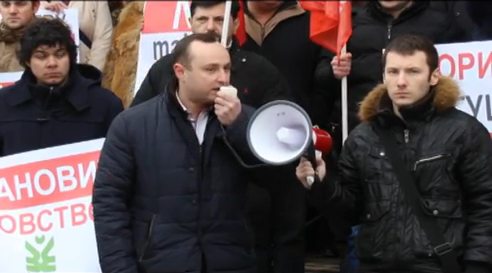
Vlad Batrîncea dând tonul unui protest PSRM (ianuarie 2015)

Vlad Batrîncea (n. 31 martie 1981, Chișinău) este un politician și jurist din Republica Moldova, care din decembrie 2014 este deputat în Parlamentul Republicii Moldova. El este secretarul executiv al Partidului Socialiștilor din Republica Moldova (PSRM) și din noiembrie 2019, vicepreședintele Parlamentului Republicii Moldova. Totodată, Batrîncea este candidat la titlul de maestru în sport la șah. Până a intra în politică, a activat în funcția de manager în cadrul “Casa Covoarelor” S.R.L.

## Biografie

### Studii
Vlad Batrîncea în 1999 a fost înmatriculat la Facultatea de Istorie și Filozofie a USM în 1999. După anul întâi de studii a fost exmatriculat din cauza restanțelor și absențelor de la ore.  A urmat studiile la Universitatea Slavonă din Moldova, acolo unde și-a luat diploma de master în Drept internațional.

## Activitate politică

### În PCRM
Vlad Batrîncea  a început să facă politică în tinerețe. Până în 2011 a făcut parte din Partidul Comuniștilor din Republica Moldova (PCRM), deținând funcția de secretar al Organizației Teritoriale a PCRM Râșcani, mun. Chișinău. 
La alegerile parlamentare din 28 noiembrie 2010 din Republica Moldova a făcut parte din lista candidaților la funcția de deputat din partea Partidului Comuniștilor din Republica Moldova, locul 83 în listă.

### În PSRM
În 2011, în cadrul unui briefing de presă, Vlad Batrîncea a declarat că 18 secretari ai Organizațiilor Teritoriale din sectoarele Râșcani și Buiucani părăsesc partidul comuniștilor, urmându-l pe Igor Dodon și aderarea ulterioară la PSRM.  În cadrul PSRM, Batrîncea a avut o ascensiune rapidă, devenind membru al Comitetului Republican al PSRM, membru al Comitetului Executiv Politic al partidului, iar din iunie 2013 — secretar executiv al formațiunii.
La alegerile parlamentare din 30 noiembrie 2014 din Republica Moldova a candidat la funcția de deputat din partea PSRM, fiind al 7-lea în listă, și în consecință câștigând mandatul de deputat în Parlamentul Republicii Moldova.
Pe 10 decembrie 2015, în aplauzele colegilor săi de fracțiune, Batrîncea a rupt harta României Mari, gest care a stârnit multe controverse, la ședința parlamentului, în semn de protest față de un ordin al Ministerului Educației prin care respectiva hartă urma să fie distribuită, prin donație din partea unei asociației, ca material didactic, în sistemul de educație pentru a fi utilizată la lecțiile de istorie.  A doua zi, deputata liberală Alina Zotea a adresat un demers președintelui României, Klaus Iohannis, în care îi cere să-l declare persona non grata pe Batrîncea și să-i interzică accesul pe teritoriul României. Ambasadorul României în Republica Moldova, Marius Lazurcă, nu a considerat gestul deputatului socialist Vlad Batrîncea ca fiind o ofensă la adresa țării sale. „Un politician al RM a ținut să distrugă demonstrativ un obiect cu uz didactic. Unii dintre deputații din partidul d-lui deputat au găsit potrivit să aplaude acest gest. Alături de dl Bătrâncea era dna prim-ministru Greceanâi, care s-a abținut să aplaude, ceea ce găsesc că este o dovadă de înțelepciune, de moderație”, a declarat ambasadorul.  În martie 2016 Parlamentul a aprobat componența grupurilor de prietenie cu 44 de țări. Vlad Batrîncea a rămas în grupul de prietenie cu România.  
La agerile parlamentare din 24 februarie 2019 Vlad Batrîncea a fost candidat  la funcția de deputat pe circumscripția nr. 28 din Chișinău,  înaintat de PSRM, la 25 octombrie 2018. A obținut 38,34% din voturi pe circumscripție. Din 9 martie 2019 este în funcție de deputat, din partea fracțiunii PSRM, în Parlamentul Republicii Moldova. Pe 9 iunie 2019 Vlad Batrîncea a fost ales Președinte al fracțiunii PSRM din Parlament.

### Despre alianța PSRM cu Blocul ACUM
În aprilie 2019 Vlad Batrîncea a declarat că Blocul Acum caută pretext pentru a-și justifica intransigența și nechibzuința unii coaliții cu socialiștii:„...Nu va exista o coaliție între Partidul Socialist și democrați. Pe baza acestui lucru, următorul pas va fi alegerile anticipate - iar dacă blocul ACUM vede soluția în ele, atunci alegătorii îi vor pedepsi cu siguranță! Mai mult, alegerile anticipate nu vor clarifica situația, configurația nu se va schimba prea mult, cu excepția faptului că blocul ACUM va pierde mai multe mandate. Dar responsabilitatea pentru această situație, desigur, va fi în întregime pe ei!”.

### Secretar executiv al PSRM
La data de 29 ianuarie 2022, a fost investit în funcția de Secretar Executiv al PSRM, fiind ales de către organul colegial. În Comitetul Executiv al PSRM mai fac parte și  Olga Cebotari, Grigore Novac, Adela Răileanu și Maxim Lebedinschi.

## Distincții și decorații
Pe 2 februarie 2018 președintele Igor Dodon l-a decorat pe Vlad Batrîncea cu ordinul „Gloria Muncii”  „pentru merite deosebite în consolidarea statalității Republicii Moldova, contribuție substanțială la formarea societății civile și activitate prodigioasă pe tărâm social”.